# Saint-Paul-de-Varces
Saint-Paul-de-Varces település Franciaországban, Isère megyében. Lakosainak száma 2212 fő (2022. január 1.). Saint-Paul-de-Varces Le Gua, Lans-en-Vercors, Varces-Allières-et-Risset, Vif és Villard-de-Lans községekkel határos.

## Népesség
A település népessége az elmúlt években az alábbi módon változott:
| Lakosok száma | 456  | 941  | 1530 | 1990 | 2200 | 2191 | 2173 | 2247 | 2235 | 2212 |
|               | 1968 | 1982 | 1990 | 2006 | 2013 | 2015 | 2017 | 2019 | 2020 | 2022 |